# Michel Aebischer
Michel Aebischer (Fribourg, 1997. január 6. –) svájci válogatott labdarúgó, az olasz Bologna középpályása.

## Pályafutása

### Klubcsapatokban
Michel Aebischer a svájci Fribourg városában született. Az ifjúsági pályafutását alacsonyabb ligákban szereplő kluboknál kezdte, játszott például a Heitenried és a Fribourg csapatában is. 2013-ban a Young Boys akadémiájához igazolt.
2016-ban mutatkozott be a Young Boys első osztályban szereplő felnőtt csapatában. Először a 2016. szeptember 10-ei, Luzern elleni mérkőzésen lépett pályára. Első gólját 2017. április 23-án, a Lugano ellen 2–1-re elvesztett találkozón szerezte. A 2017–18-as szezonban a klubbal megszerezte a bajnoki címet, amelyet utoljára 32 évvel azelőtt ért el.
2022. január 25-én kölcsönben az olasz Bologna csapatához szerződött. Február 6-án, az Empoli elleni mérkőzés 79. percében Mattias Svanberg cseréjeként debütált. 2022. július 1-jén a lehetőséggel élve a Bolognához szerződött.

### A válogatottban
2019-ben debütált a svájci válogatottban. Először a 2019. november 18-ai, Gibraltár elleni EB-selejtezőn lépett pályára. 2024. június 7-én bekerült Murat Yakın szövetségi kapitány 26 fős keretébe, akik utaznak az Európa-bajnokságra.

## Statisztika
2022. szeptember 17. szerint.
| Klub                 | Szezon   | Bajnokság    | Bajnokság | Bajnokság | Kupa  | Kupa  | Nemzetközi | Nemzetközi | Összesen | Összesen |
| Klub                 | Szezon   | Bajnokság    | Mérk.     | Gólok     | Mérk. | Gólok | Mérk.      | Gólok      | Mérk.    | Gólok    |
| -------------------- | -------- | ------------ | --------- | --------- | ----- | ----- | ---------- | ---------- | -------- | -------- |
| Young Boys           | 2016–17  | Super League | 14        | 1         | 0     | 0     | 2          | 0          | 16       | 1        |
| Young Boys           | 2017–18  | Super League | 19        | 0         | 2     | 0     | 6          | 0          | 27       | 0        |
| Young Boys           | 2018–19  | Super League | 26        | 4         | 3     | 0     | 6          | 0          | 35       | 4        |
| Young Boys           | 2019–20  | Super League | 32        | 3         | 6     | 1     | 8          | 0          | 46       | 4        |
| Young Boys           | 2020–21  | Super League | 27        | 2         | 1     | 0     | 11         | 0          | 39       | 2        |
| Young Boys           | 2021–22  | Super League | 15        | 2         | 2     | 1     | 11         | 1          | 28       | 4        |
| Young Boys           | Összesen | Összesen     | 133       | 12        | 14    | 2     | 44         | 1          | 191      | 15       |
| Bologna (kölcsönben) | 2021–22  | Serie A      | 12        | 0         | 0     | 0     | 0          | 0          | 12       | 0        |
| Bologna              | 2022–23  | Serie A      | 13        | 1         | 1     | 0     | 0          | 0          | 14       | 1        |
| Bologna              | Összesen | Összesen     | 25        | 1         | 1     | 0     | 0          | 0          | 26       | 1        |
| Összesen             | Összesen | Összesen     | 158       | 13        | 15    | 2     | 44         | 1          | 217      | 16       |

### A válogatottban
| Válogatott | Év       | Pályára lépés | Gól |
| ---------- | -------- | ------------- | --- |
| Svájc      | 2019     | 1             | 0   |
| Svájc      | 2020     | 2             | 0   |
| Svájc      | 2021     | 4             | 0   |
| Svájc      | 2022     | 6             | 0   |
| Összesen   | Összesen | 13            | 0   |

## Sikerei, díjai
Young Boys
- Super League
  - Bajnok (4): 2017–18, 2018–19, 2019–20, 2020–21

- Svájci Kupa
  - Győztes (1): 2019–20